# Dissulfeto

Estrutura geral dos dissulfetos.

Em química, um dissulfeto usualmente refere-se a unidade estrutural composta de um par ligado de átomos de enxofre. O ânion dissulfeto é S22−. O termo dissulfeto pode também referir-se a um composto químico que contém uma centro dissulfeto, tal como o dissulfeto de difenila, C6H5S-SC6H5.

## Dissulfetos inorgânicosvs. orgânicos
O ânion dissulfeto é S22−, ou −S–S−. Ao enxofre é usualmente atribuído o número de oxidação reduzido −2, descrito como S2− e chamado sulfeto. Tem a configuração de elétrons de um gás nobre (argônio). No dissulfeto, enxofre é somente reduzido a um estado com número de oxidação −1. Sua configuração então se assemelha ao de um átomo de cloro. Portanto, tende a formar uma ligação covalente com um outro centro S− para formar um grupo S22−. Oxigênio também comporta-se similarmente, e.g. em peróxidos tais como H2O2. Exemplos:
- Dissulfeto de ferro (FeS2), e.g. o mineral pirita.
- Dicloreto de dienxofre (S2Cl2), um líquido destilável.

Em muitos casos, cada um dos átomos de enxofre em um grupo dissulfeto é ligado covalentemente a um átomo de carbono em um composto orgânico, formando uma ligação dissulfeto, algumas vezes chamada uma ponte dissulfeto ou conexão dissulfeto. Exemplos:
- O aminoácido cistina
- A vitamina ácido lipóico

|                      |       |         |               |       |
| FeS2 célula unitária | S2Cl2 | cistina | ácido lipóico | Ph2S2 |

## Dissulfetos covalentes
Dissulfetos covalentes, também chamados disulfanos, tem a fórmula geral R1-S-S-R2. Para dissulfetos simétricos tem-se R1=R2, para dissulfetos assimétricos os radicais orgânicos R1 e R2 diferem. Com baixo peso molecular dissulfetos orgânicos são apolares, voláteis e substâncias de cheiro desagradável. O representante mais simples desta classe de compostos é dissulfureto de dimetilo. Sabe-se que o alho e cebola possuem odor característico causado pelo dissulfeto de dialilo. Dissulfetos orgânicos com maior massa molar são inodoros.

## Ocorrência na natureza
Pontes de dissulfeto em unidades de cistina de proteínas (insulina, queratina, oxitocina, etc) desempenham um papel importante na estrutura terciária. Além disso, a estrutura de dissulfeto é encontrada em produtos naturais heterocíclicos, tais como (+)-ácido lipóico e ácido asparagúsico.

## Nomenclaturas impróprias
Dissulfeto é também utilizado para se referir a compostos que contêm dois centros sulfeto de (S2−). O composto de dissulfeto de carbono, CS2 é descrito com a fórmula estrutural i.e. S=C=S. Esta molécula não é um dissulfeto no sentido de que lhe falta uma ligação S-S. Do mesmo modo, dissulfeto de molibdénio, MoS2, não é um dissulfeto no sentido mais uma vez de que os seus átomos de enxofre não estão ligados.
|     |      |
| CS2 | MoS2 |

## Exemplos
- Dissulfeto de ferro (FeS2)
- Cistina (aminoácido)
- Proteínas (contém ponte dissulfeto)